# 平田義正
平田 義正（ひらた よしまさ、1915年5月30日 - 2000年3月5日）は、日本の天然物化学者。名古屋大学名誉教授。

## 経歴
1915年、山口県山口市生まれ。山口高等学校理科甲類を卒業し、1938年に東京帝国大学理学部化学科に入学。1941年に卒業した。卒業研究および同大学大学院においては、有機化学の久保田勉之助教授（ポール・サバティエ門下）の下で黄変米の有毒成分を研究した。
1943年より、母校である東京帝国大学助手になる。1944年1月、名古屋帝国大学に理学部講師として着任し、6月には助教授に就任。太平洋戦争中の戦時下では、研究室疎開先の長野県上田市で江上不二夫の指導の下、乏しい物資の中で研究に当たった。
その後は抗生物質の研究を行うと共に、蚕の変異株の卵から発見した3-オキシキヌレニンの構造決定と合成の功績により1951年に中日文化賞を受賞。1949年12月名古屋大学理学博士。「キノコの抗菌性物質グリフォリンについて」。 1952年1月から1953年5月まで、ハーバード大学のルイス・フィーザー教授の下でステロイドの研究に従事した。帰国後の1954年4月、名古屋大学教授に昇任し、理学部化学科第三講座（有機化学）を担当した。以降、天然物の生理作用を有する極微量物質の分離・分子構造の決定において多大な成果を挙げ、特にフグ毒の分析に大きな功績を残した。

## 受賞
- 1951年 - 中日文化賞
- 1964年 - 朝日賞
- 1977年 - 日本学士院賞、藤原賞
- 1996年 - ナカニシプライズ

## 栄典
- 1987年 - 勲二等、瑞宝章
- 1990年 - 文化功労者
- 2000年 - 正四位、旭日重光章

## 門下生
平田義正は教育者としても優れ、門下から多数の有名研究者が巣立っている。岸義人、中西香爾、後藤俊夫、上村大輔、長瀬博、ノーベル化学賞受賞者の下村脩ら。また若き日の野依良治を名古屋大学に招聘し、有機化学の第一人者として育てた。